# قاعدة أوريم سيجينت العسكرية
قاعدة أوريم سيجينت العسكرية او قاعدة أوريم العسكرية Urim SIGINT Base هي منشأة إسرائيلية لجمع المعلومات الاستخبارية، من المفترض أنها جزء من الوحدة 8200 ، وحدة استخبارات الإشارة التابعة لفيلق الاستخبارات التابع لقوات الدفاع الإسرائيلية . وتقع في صحراء النقب حوالي 30 كيلومترا من بئر السبع ، بضعة كيلومترات شمال كيبوتس أوريم . وحتى نشر مقالات عن القاعدة عام 2010، لم تكن معروفة للعالم الخارجي.
تعادل الوحدة 8200 هو مقر الاتصالات الحكومية في بريطانيا ووكالة الأمن القومي في الولايات المتحدة . كل وكالة من وكالات تجسس اعتراض الإشارات هذه أكبر بكثير من وكالات الاستخبارات التقليدية في بلدانها. 

## تاريخها
تم إنشائها منذ عقود مضت لمراقبة الاقمار الصناعية إنتل سات التي تنقل المكالمات الهاتفية الدولية، وتم توسيع أوريم لتغطية الاتصالات البحرية ( إنمارسات )، واستمر توسيعه لاعتراض المزيد من أقمار الاتصالات الصناعية. وتكهن دنكان كامبل وهو مختص في الاستخبارات، بأن أوريم "تشبه المحطات الأرضية لاعتراض الأقمار الصناعية التابعة للمعاهدة بين المملكة المتحدة والولايات المتحدة".  تم إنشاء نظام إيكيلون من قبل الولايات المتحدة وبريطانيا وكندا وأستراليا ونيوزيلندا كشبكة عالمية من محطات اعتراض الإشارة.

## المهام
تحتوي القاعدة على صف من أطباق الأقمار الصناعية التي يُزعم أنها قادرة على اعتراض المكالمات الهاتفية ورسائل البريد الإلكتروني وغيرها من الاتصالات من أي مكان في الشرق الأوسط وأوروبا وأفريقيا وآسيا، بالإضافة إلى هوائيات يمكنها مراقبة الشحن. هناك أيضًا العديد من الثكنات ومباني العمليات التي تصطف على طول الطريق المؤدي إلى القاعدة، وهي محمية ببوابات أمنية مشددة وأسوار وكلاب حراسة.
يقال أن أجهزة الحاسوب في أوريم تكتشف الكلمات وأرقام الهواتف ذات الأهمية من المكالمات الهاتفية ورسائل البريد الإلكتروني التي تم اعتراضها وما إلى ذلك والتي يتم بعد ذلك نقلها إلى المقر الرئيسي للوحدة 8200 في هرتسليا .  في المقر الرئيسي تتم ترجمة المعلومات وتقديمها حسب الضرورة إلى مقر الجيش الإسرائيلي أو إلى وكالات الاستخبارات الإسرائيلية كالموساد .

## روابط خارجية
- الآذان الكبيرة: الكشف عن أكبر مركز تجسس سري في إسرائيل ، RT ، 20 يناير 2011
- ملاحظة: يمكن رؤية المنشآت على صورة القمر الصناعي، ولكنها لا تظهر في عرض الخريطة.

## انظر ايضا
عملية طوفان الأقصى